# Margaret E. Knight
Pour les articles homonymes, voir Knight.
Margaret Ethridge Knight (14 février 1838 - 12 octobre 1914) est une inventrice américaine. Elle est considérée comme la « femme inventeur la plus célèbre du XIXe siècle ».

## Biographie
Margaret E. Knight naît en 1838 à York de James Knight et Hannah Teal. Son père meurt alors que Margaret est encore une petite fille. M.E. Knight va à l'école jusqu'à l'âge de 12 ans puis travaille dans une fabrique de coton jusqu'à l'âge de 56 ans. En 1868, alors qu'elle vit à Springfield, Massachusetts, M.E. Knight invente une machine qui plie et colle du papier pour former un sac en papier souple similaire à ceux utilisés de nos jours.
M.E. Knight fabrique un modèle en bois de son appareil mais a besoin d'un prototype en métal pour le faire breveter. Charles Annan, qui est dans l'atelier où le prototype en métal est fabriqué, vole les plans et fait breveter la machine. M.E. Knight le poursuit en justice et le brevet lui est transféré en 1873. Avec un homme d'affaires du Massachusetts, M.E. Knight fonde la Eastern Paper Bag Co. et touche des droits d'auteur.
Elle invente également une machine à numéroter, un châssis de fenêtre et plusieurs éléments de moteurs rotatifs.
La version originale de la machine à fabriquer les sacs de M.E. Knight se trouve au Smithsonian Museum à Washington, D.C.
M.E. Knight ne se marie pas et meurt le 12 octobre 1914 à l'âge de 76 ans. Une plaque lui reconnaissant le titre de « première femme à avoir breveté aux États-Unis » et mentionnant ses 87 brevets se trouve sur le Curry Cottage, au 287 Hollis St à Framingham. En réalité, la première est Hannah Wilkinson Slater (en) en 1793.
M.E. Knight a été admise au National Inventors Hall of Fame en 2006.

## Brevets

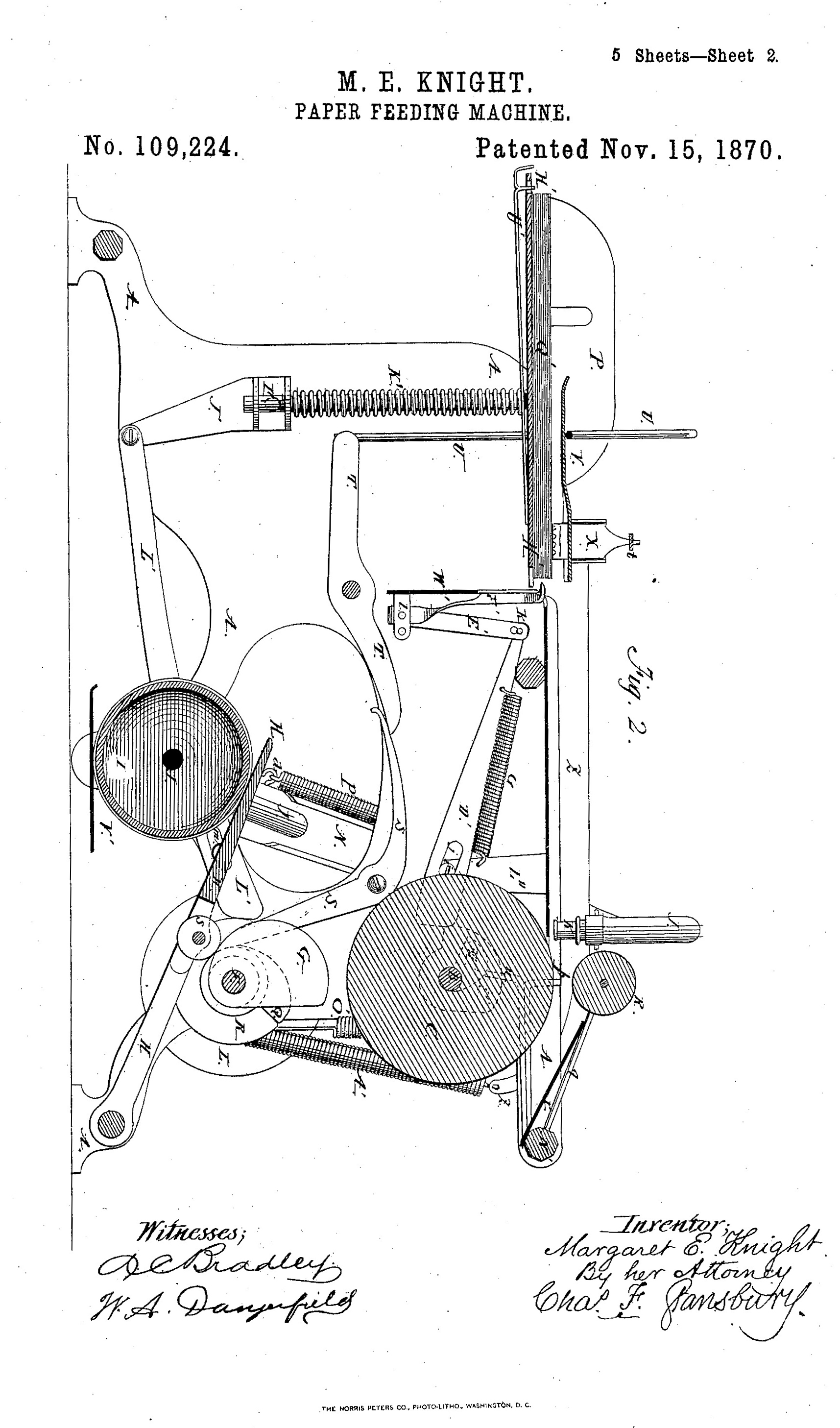
Amélioration des machines d'approvisionnement en papier, 1870
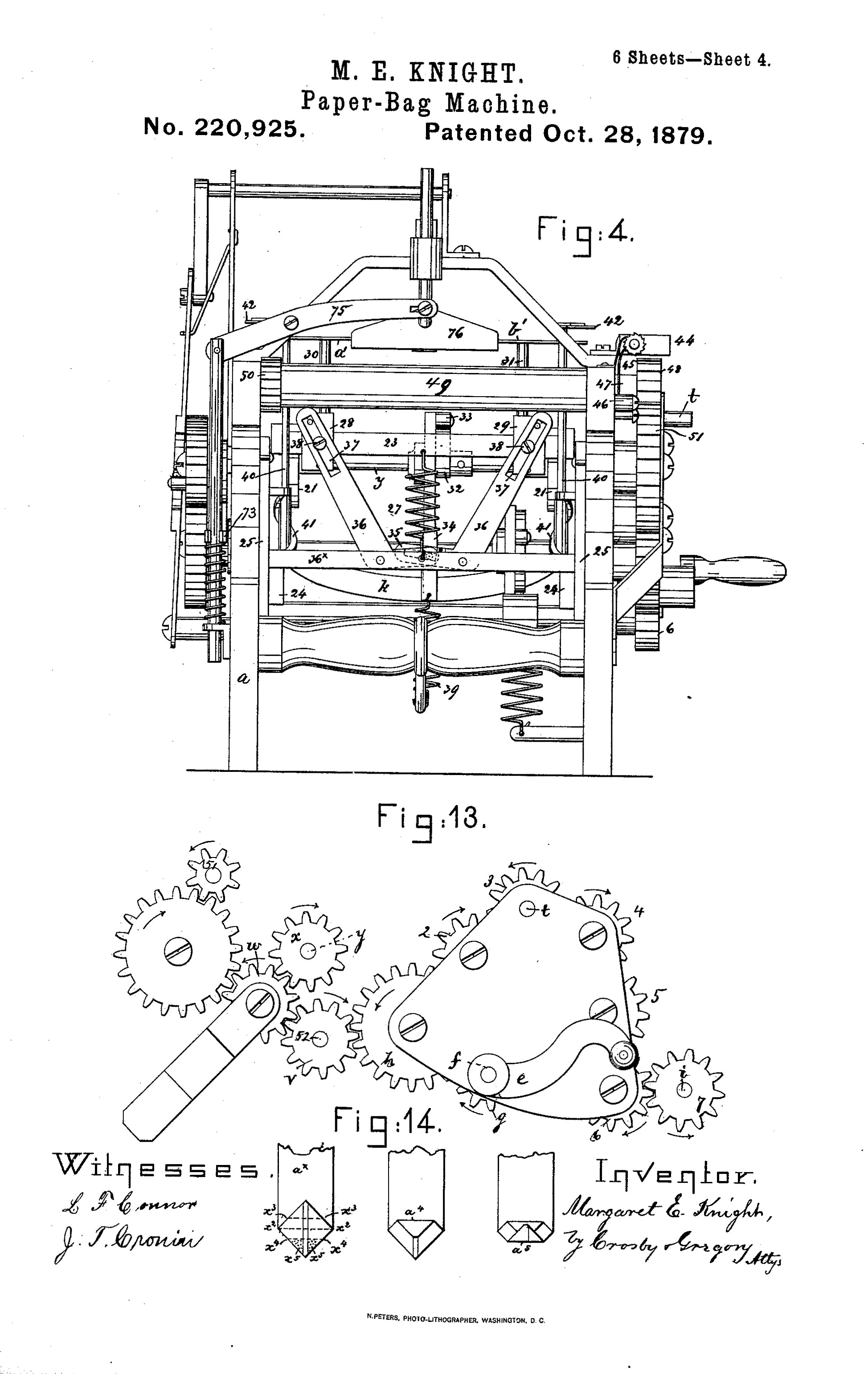
Amélioration de la machine à sac en papier, 1879
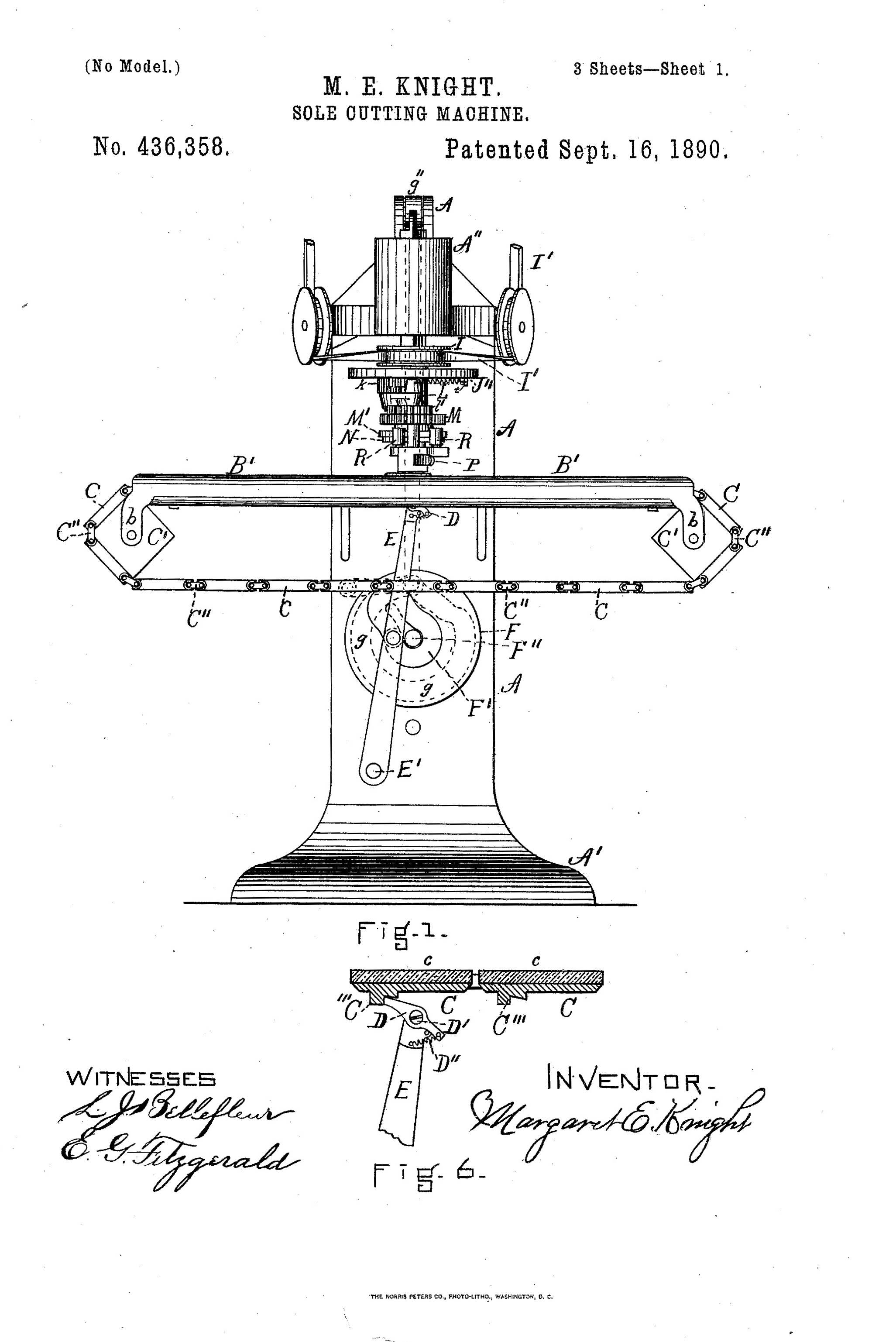
Machine pour découper les semelles, 1890
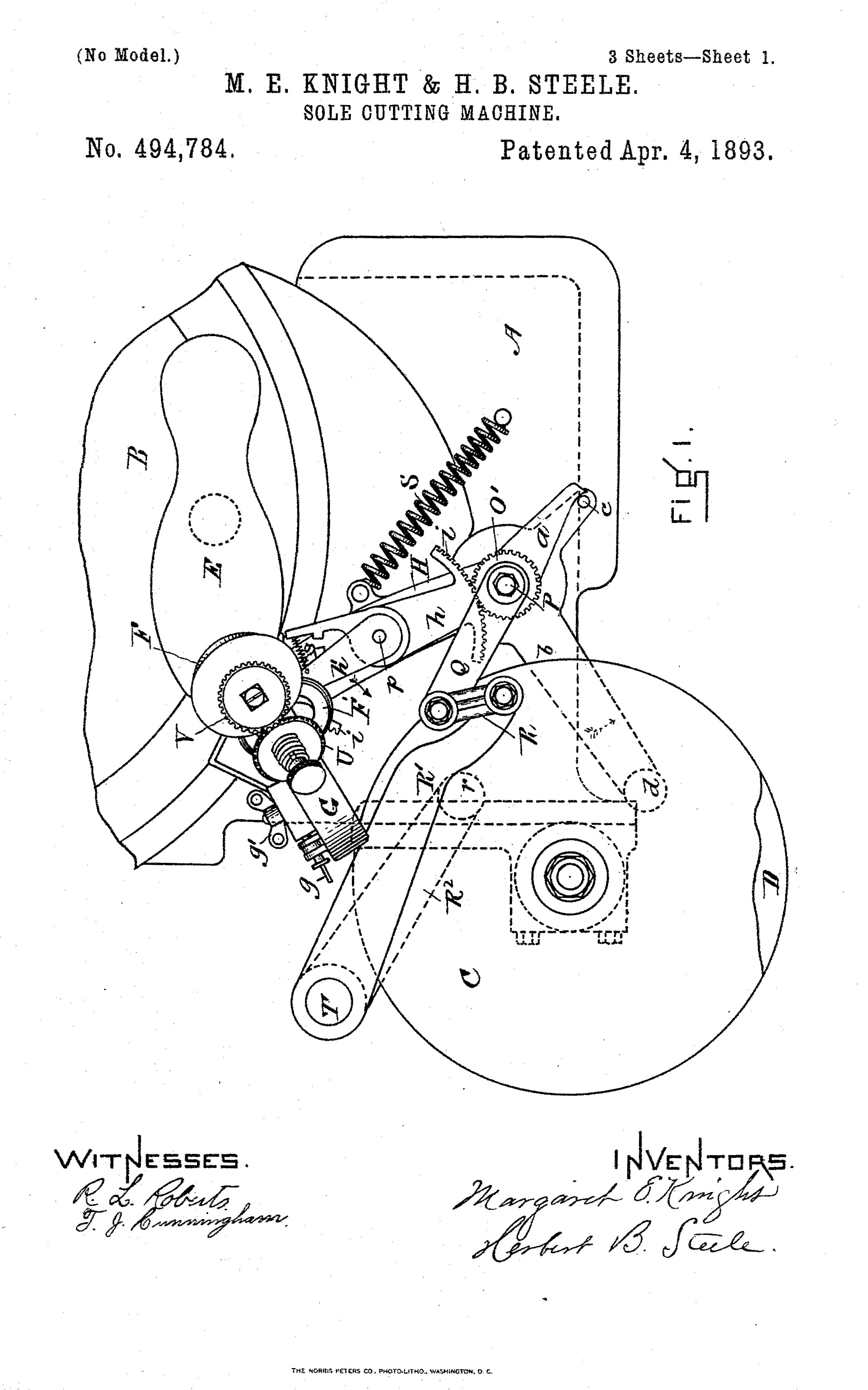
Machine pour découper les semelles, 1893
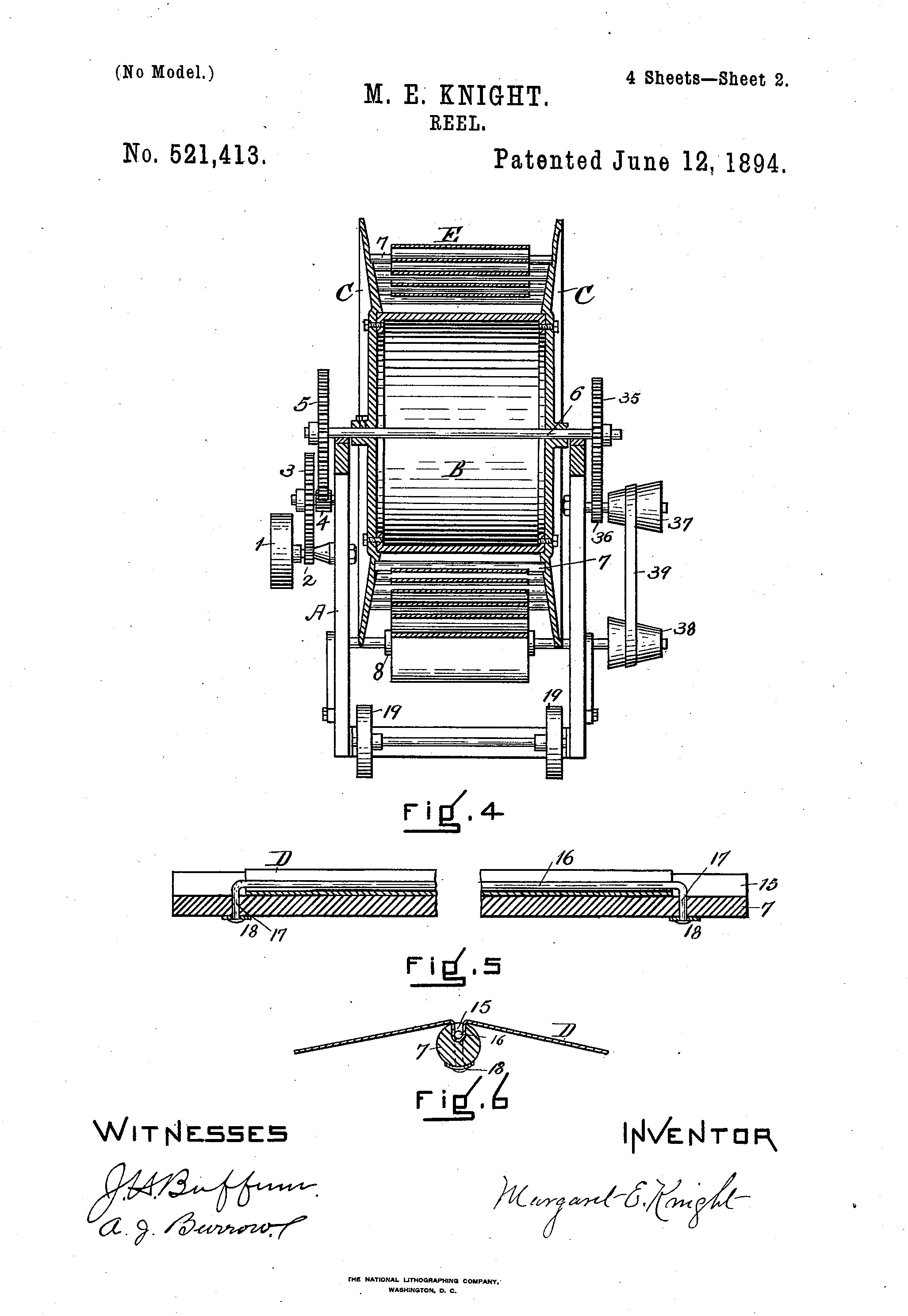
Rouleau, 1894
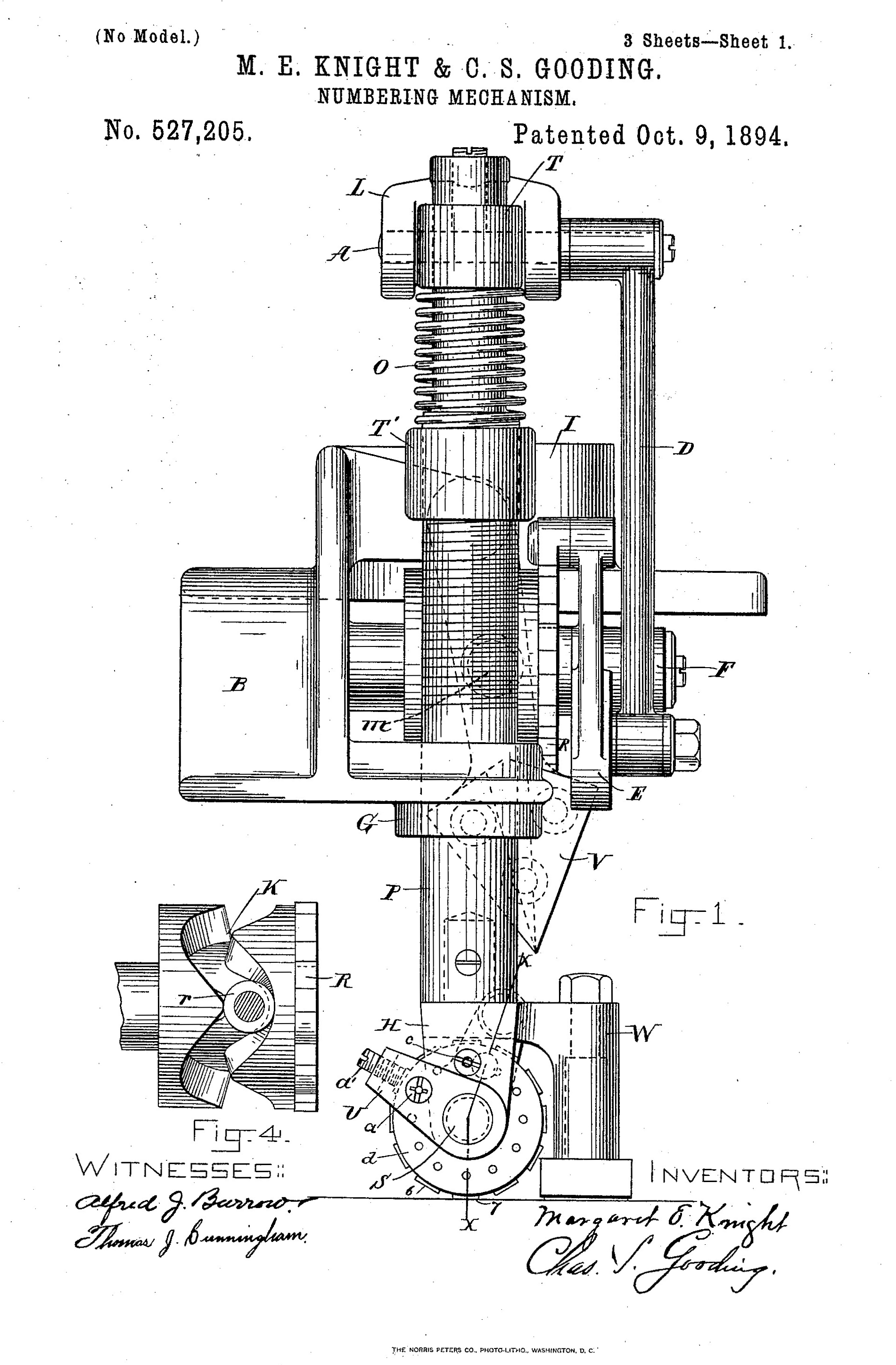
Machine à numéroter, 1894
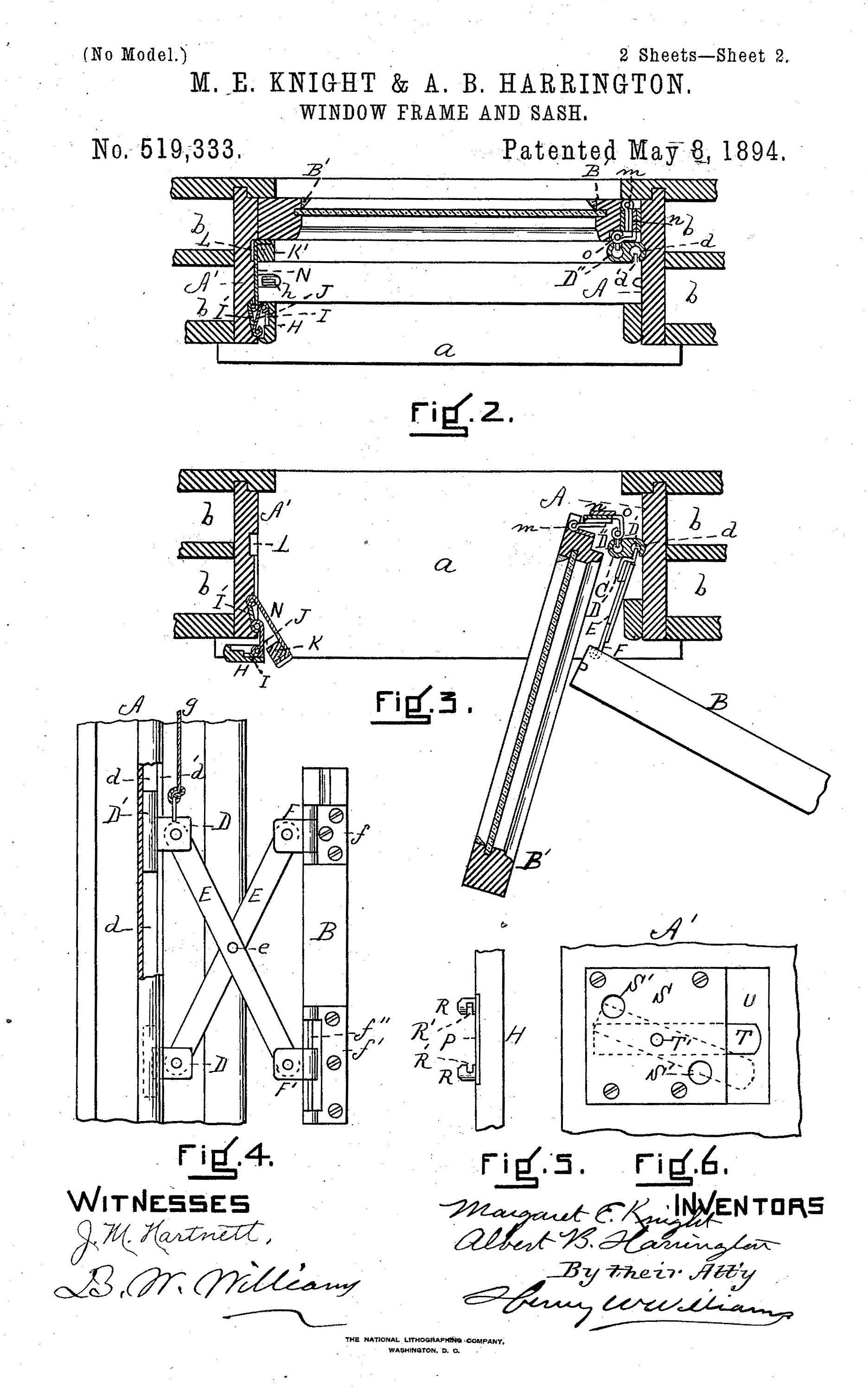
Châssis de fenêtre à guillotine, 1894
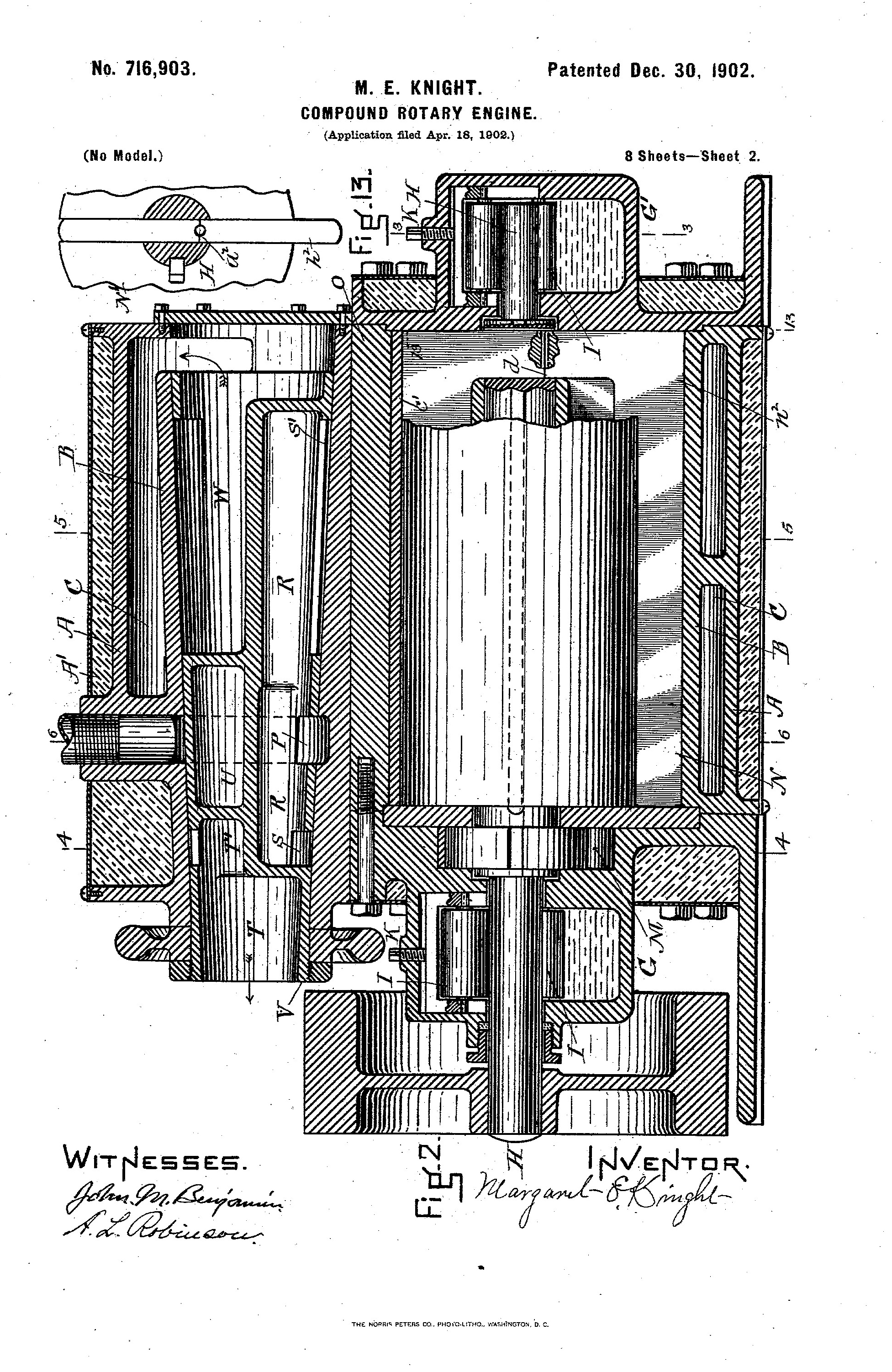
Composé de moteur rotatif, 1902
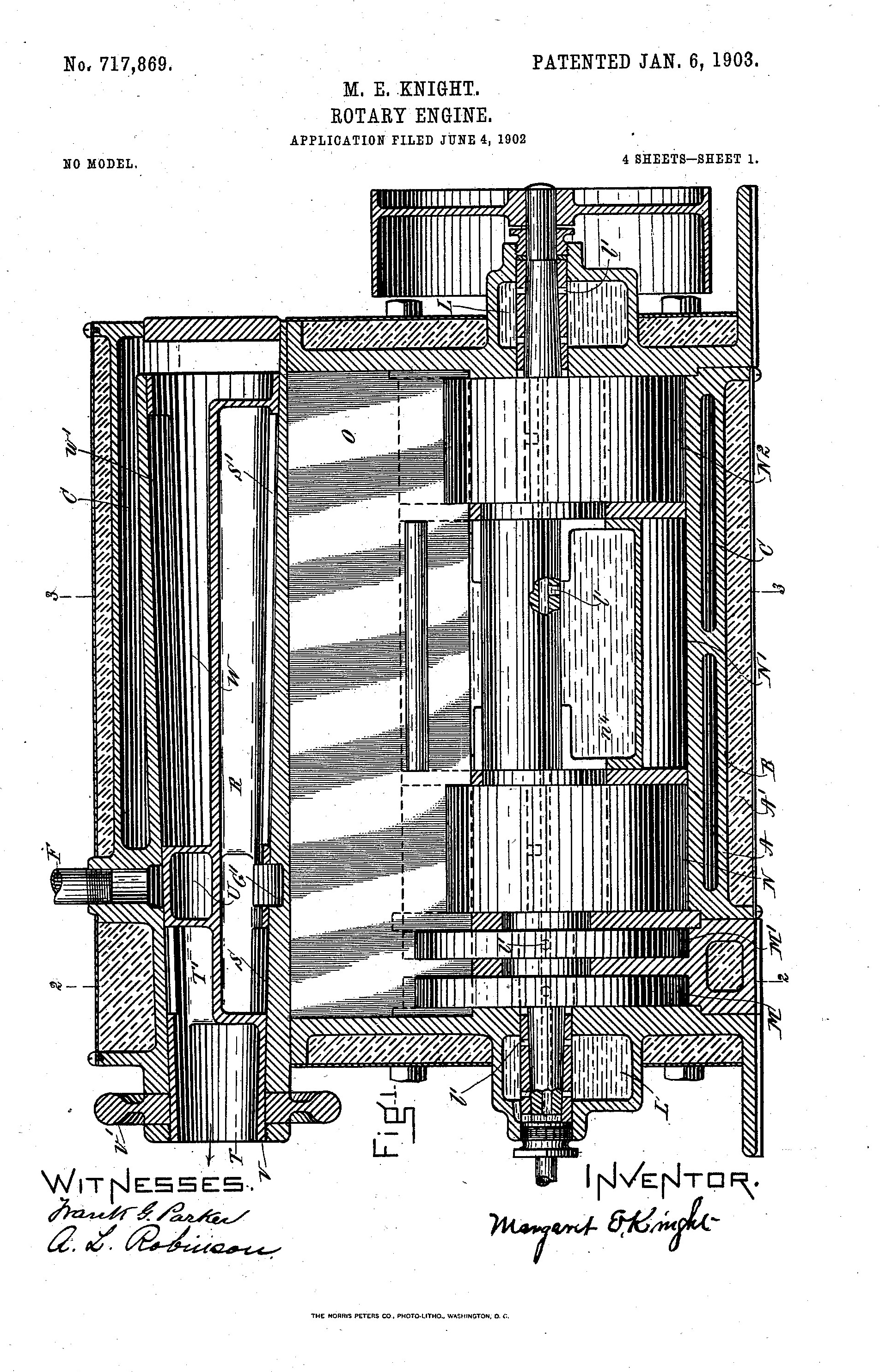
Moteur rotatif, 1902
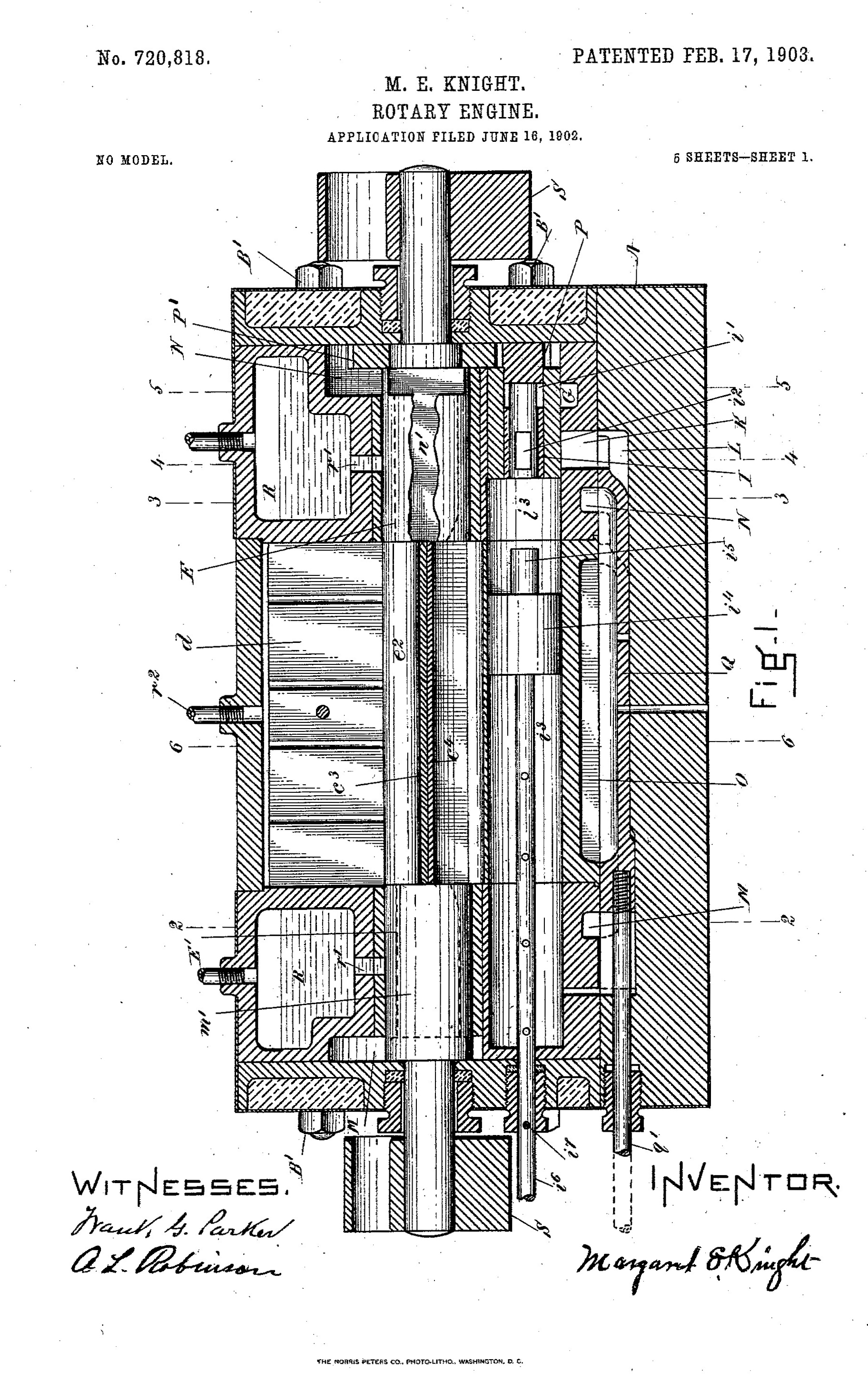
Moteur rotatif, 1902
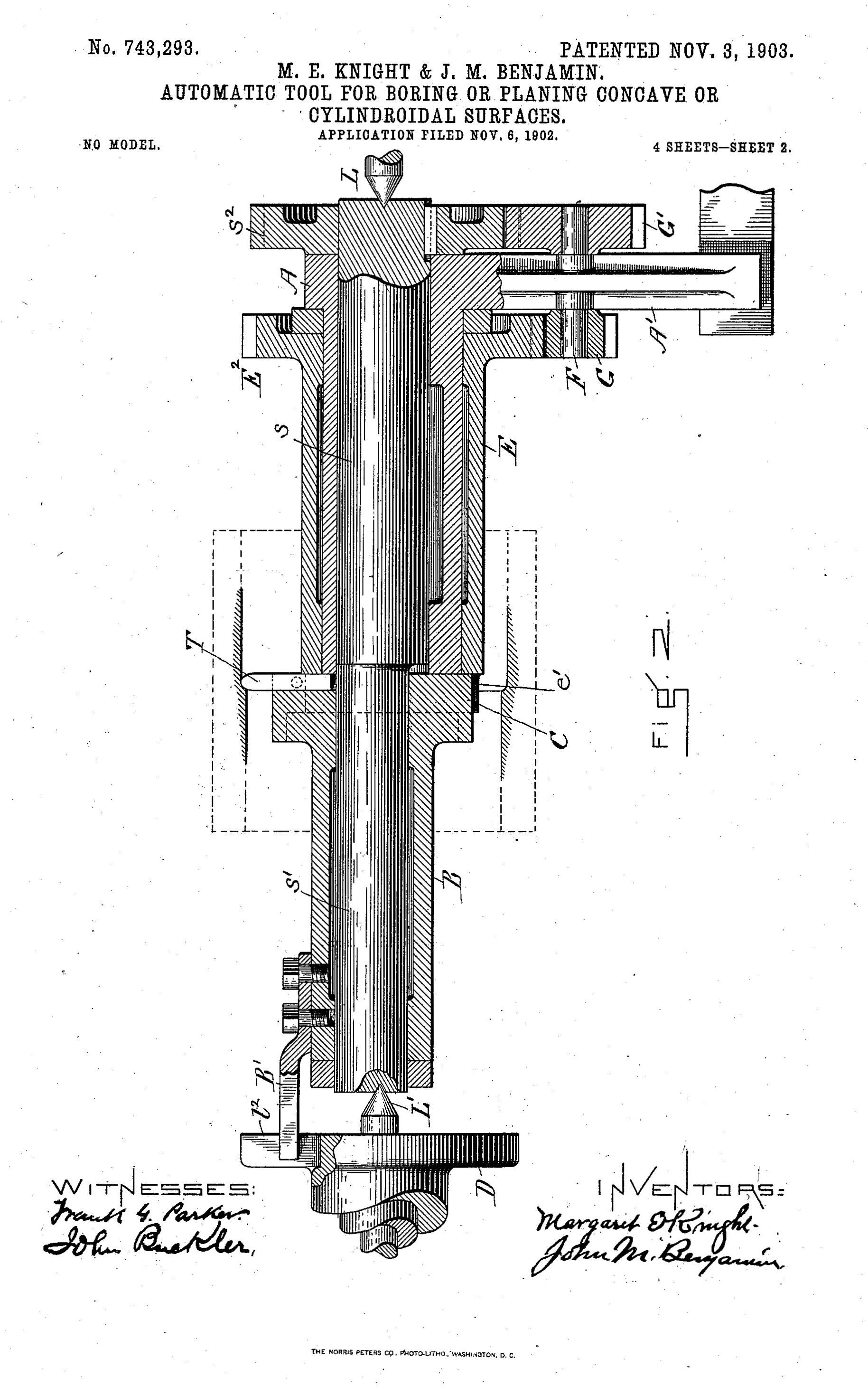
Outil automatique d’alésage ou de rabotage des surfaces concaves ou cylindriques, 1903
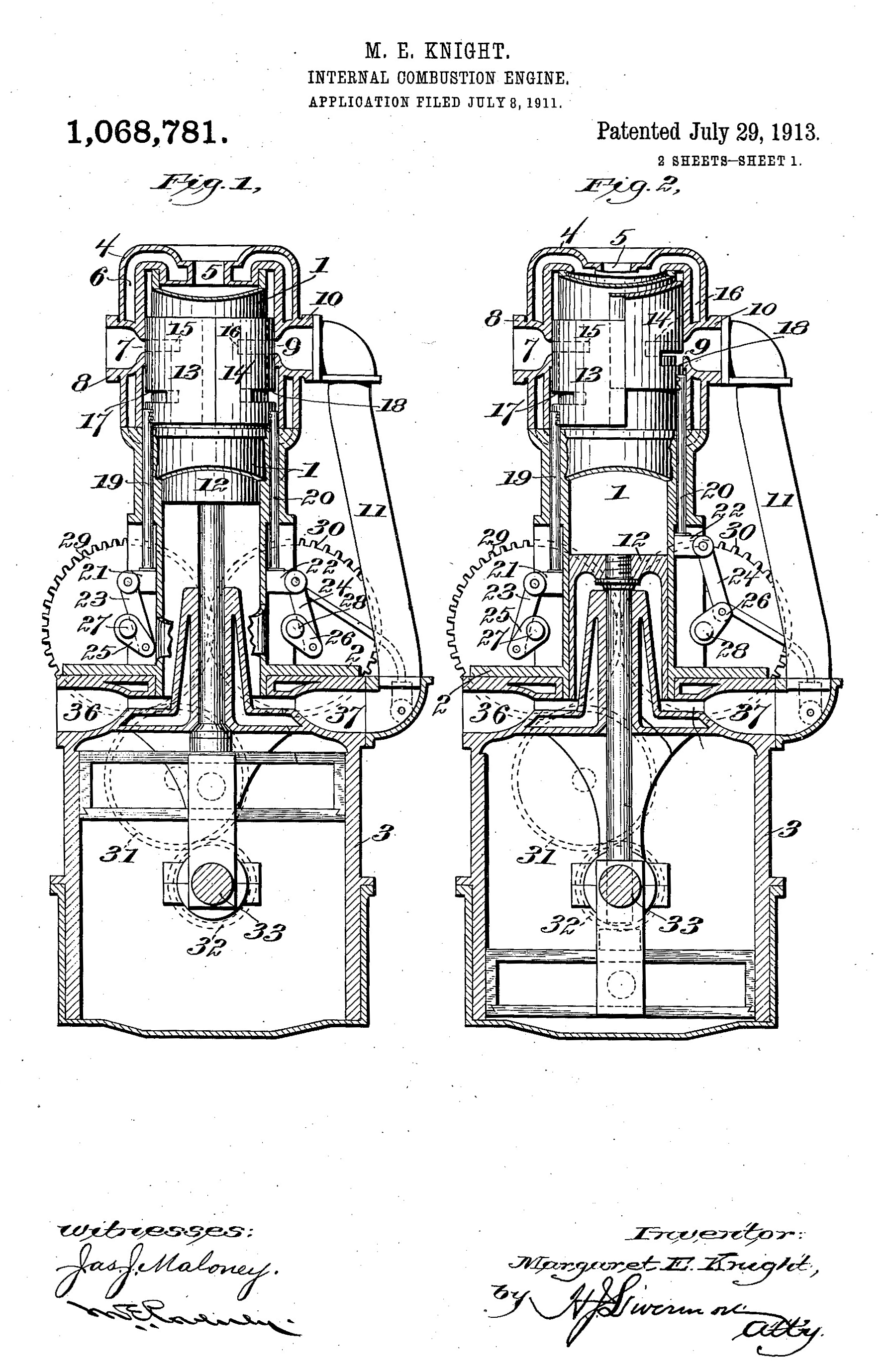
Moteur à combustion interne, 1913